# Paul Hammer
Paul Hammer (ur. 13 lipca 1900 w Diekirch, zm. 25 marca 1978 w Luksemburgu) – luksemburski lekkoatleta, sprinter i skoczek w dal. Uczestnik Igrzysk Olimpijskich 1920 i 1924.
Podczas Igrzysk Olimpijskich w Antwerpii w 1920 roku brał udział w biegu na 100 i 200 metrów, skoku w dal, a także w sztafecie 4 × 100 metrów (w drużynie razem z Jeanem Proessem, Jeanem Colbachem i Alexem Servaisem). W biegu na 100 m zajął 5. miejsce w swoim biegu eliminacyjnym i nie awansował do ćwierćfinału. W biegu na 200 m zajął ostatnie, 4. miejsce w swoim biegu eliminacyjnym (z czasem 24,1 s) i również nie awansował do ćwierćfinału. W konkurencji skoku w dal skoczył w kwalifikacjach na odległość 5,45 m, nie awansując do finału i zakończył rywalizację na przedostatnim, 28. miejscu (wyprzedzając tylko swojego rodaka, Nicolasa Kanivé). W sztafecie w biegu półfinałowym zajął wraz ze swoją drużyną 2. miejsce z czasem 44,4 s, co dało awans do finału, w którym ekipa z Luksemburga zajęła ostatnie, 6. miejsce z czasem 43,6 s.
Podczas Igrzysk Olimpijskich w Paryżu w 1924 roku brał udział w biegu na 100, 200 oraz 400 metrów, a także w skoku w dal. W biegu na 100 m w swoim biegu eliminacyjnym zajął 2. pozycję i awansował do ćwierćfinału, gdzie odpadł z dalszej rywalizacji uzyskując w swoim biegu 4. lokatę z czasem 11,1 s. W biegu na 200 m zajął w swoim biegu eliminacyjnym 3. miejsce, nie awansując do ćwierćfinału, a w biegu na 400 m był w swoim biegu eliminacyjnym trzeci z czasem 53,1 s, co również nie dało awansu do ćwierćfinału. W konkurencji skoku w dal w kwalifikacjach skoczył na odległość 6,24 m, nie awansował do finału i zajął 23. miejsce w końcowej klasyfikacji. Zawodnik był także chorążym reprezentacji Luksemburga podczas ceremonii otwarcia igrzysk.